# August Roterberg
August Roterberg (* 5. April 1867 in Hamburg; † 23. September 1928 in Pasadena, Los Angeles County) war ein deutscher, in den USA lebender Zauberkünstler.

## Leben
Roterberg emigrierte um 1883 in die USA. Nachdem er den Beruf eines Möbeltischlers erlernt hatte, begann er um oder vor 1893 einen Zaubereiversandhandel von Chicago aus. Ab 1894 führte er dazu ein eigenes Zaubereigeschäft. Mit Roterberg startete die Zeit der für Zauberer geschriebenen Publikationen in englischer Sprache.
1908 verkaufte er das Versandgeschäft an den Mentalisten Ralph W. Read (Pseudo Calosto), 1916 gab er seinen Laden an Arthur und Carl Felsman. Roterberg zog nach Kalifornien, wo er bis zu seinem Tode lebte.
Roterberg, ein Taschenspieler (engl. sleight of hand), erfand die sich vermehrenden Fingerhüte. Von ihm stammte auch der sogenannte Excelsior Ball Trick mit den sich vermehrenden Billardbällen (Multiplying Billiard Balls, 1898).
Zuletzt machte Roterberg sich einen Namen als Sammler seltener Briefmarken. Er starb 1928 in seinem Haus in Pasadena. Er hinterließ seine Frau Anna, einen Sohn und eine Tochter.
Roterberg hat einen Platz in der Hall of Fame der Society of American Magicians.

## Schriften
- Latter Day Tricks. A. Roterberg, Chicago? 1896 (Einband und Inhaltsverzeichnis, Online-Version).
- The Modern Wizard. A. Roterberg, Chicago? 1896.
- New Era Card Tricks. A. Roterberg, Chicago? 1897.
- Zusammen mit Adrian Plate: New Era Card Tricks. A. Roterberg, Messrs W. & F. Hamley, London 1897 (Online-Version).
- New Era Card Tricks. Home Farm Books, New York 2006, ISBN 978-1-4067-9972-9.
- Card tricks, how to do them, and sleight of hand. Designed for parlor and stage entertainments, for the instruction of professionals and amateurs. Frederick J. Drake & Co., Chicago 1902 (Einband und Inhaltsverzeichnis.).